# Georg Hansen

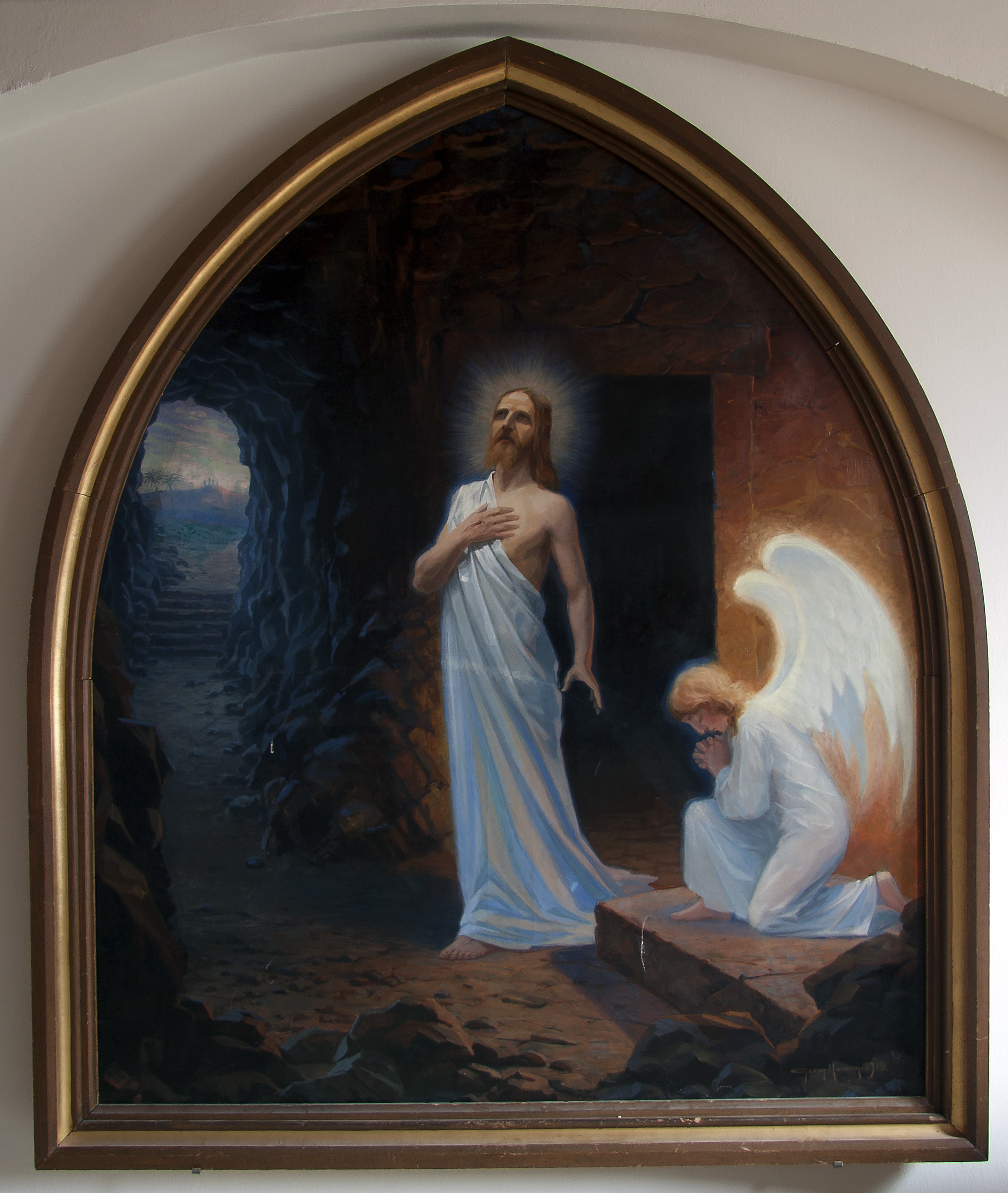
Altartavlan i Hässleholms kyrka utförd av Georg Hansen.

Georg Hjalmar Evald Hansen, född 25 juli 1868 i Stockholm, död 17 juni 1932 i Landskrona, var en svensk målare, tecknare och teckningslärare
Han var son till xylografen Evald Hansen och Sidse Kristine Clausen och från 1892 gift med Beda Fredrika Andersson. Hansen arbetade först i sju år vid faderns xylografiska ateljé i Stockholm innan han studerade vid Konstakademien 1887-1893. Han utbildade sig till teckningslärare vid Högre konstindustriella skolan 1906-1908 och var därefter anställd som teckningslärare vid läroverket i Landskrona samt vid Landskrona tekniska yrkesskola och från 1911 föreståndare för handelsinstitut i Landskrona. Han medverkade i samlingsutställningar i Landskrona under 1920-talet och var även en av deltagarna i Landskrona hantverks och industriförenings jubileumsutställning 1929. Som illustratör medverkade han i tidskriften Nya Nisse 1900-1908. Bland hans offentliga arbeten märks altartavlor för Hässleholms kyrka och Säby kyrka. Hans konst består av porträtt och landskapsmålningar.